# هو وي آر (أغنية إماجن دراجونس)
هو وي آر (بالإنجليزية: Who We Are)‏؛ هي أغنية لفرقة الروك الأمريكية إماجن دراجونس، صدرت في 1 أكتوبر 2013، وكانت ضمن مجموعة أغاني ألبوم مباريات الجوع: ألسنة اللهب - الموسيقى التصويرية الأصلية.